# Home Nations Championship 1939
L'Home Nations Championship 1939 (in gallese Pencampwriaeth Rygbi'r Pedair Gwlad 1939) fu la 35ª edizione del torneo annuale di rugby a 15 tra le squadre nazionali di Galles, Inghilterra, Irlanda e Scozia, nonché la 52ª in assoluto considerando anche le edizioni del Cinque Nazioni.
Il torneo, l'ultimo prima dell'interruzione bellica, si concluse in un pareggio a tre in testa alla classifica, con il Galles che al penultimo turno batté l'Irlanda a Belfast appaiandola in graduatoria; una settimana più tardi l'Inghilterra, battendo la Scozia a Edimburgo, la consegnò a un ennesimo whitewash, il terzo del suo decennio e quinto assoluto, conquistò la Calcutta Cup e raggiunse le due citate rivali alla testa del raggruppamento.
Fu la nona vittoria condivisa nella storia del torneo.
Pochi mesi dopo la fine del torneo i quattro rappresentanti delle Home Union decisero di riammettervi con riserva la Francia, per motivi sia sportivi che politici: sul primo versante, furono premiati gli sforzi della Fédération Française de Rugby che, estremamente bisognosa di partecipare a gare internazionali di rilievo, aveva offerto come contropartita l'abolizione del campionato (che a dire delle Union spingeva a giocare per vincere un premio e non per il piacere di praticare il rugby) e la fine degli introiti derivanti dai media che lo trasmettevano mentre da quello politico prevalse l'intendimento di mantenere legami d'amicizia con la federazione di un Paese potenziale alleato nella crisi europea del periodo che avrebbe condotto allo scoppio della seconda guerra mondiale.
Tuttavia l'ammissione non ebbe nell'immediato alcun effetto pratico: la guerra bloccò tutte le attività sportive e il torneo, nel frattempo ridiventato Cinque Nazioni, ripartì nel 1947 con la Francia ma senza le pesanti condizioni impostele prima della guerra.
Il valore delle marcature, come stabilito dall’IRFB nel 1905, era: 3 punti per ciascuna meta (5 se trasformata), 3 punti per la realizzazione di ciascun calcio piazzato o mark, 4 punti per la realizzazione di ciascun drop.

## Nazionali partecipanti e sedi
| Squadra     | Città           | Impianto interno         |
| ----------- | --------------- | ------------------------ |
| Galles      | Cardiff         | Arms Park                |
| Inghilterra | Londra          | Twickenham               |
| Irlanda     | Belfast Dublino | Ravenhill Lansdowne Road |
| Scozia      | Edimburgo       | Murrayfield              |

## Risultati
| Arbitro: | James Ireland |

|       |    |  |
| Teden | mt |  |

| Arbitro: | Alan Bean |

|                   |      |          |
| M. Davies Travers | mt   |          |
| Wooller           | tr   |          |
| Wooller           | c.p. | Crawford |

| Arbitro: | James Ireland |

|  |    |          |
|  | mt | Irwin    |
|  | tr | McKibbin |

| Arbitro: | Cyril Gadney |

|               |      |       |
| Moran Torrens | mt   | Innes |
| McKibbin      | c.p. |       |
| Sayers        | mark |       |

| Arbitro: | James Ireland |

|  |      |           |
|  | mt   | W. Davies |
|  | drop | W. Davies |

| Arbitro: | Ivor David |

|                 |      |            |
| Murdoch W. Shaw | mt   |            |
|                 | c.p. | Heaton (3) |

## Classifica
| Pos | Squadra     | G | V | N | P | PF | PS | DP  | Pt |
| --- | ----------- | - | - | - | - | -- | -- | --- | -- |
| 1   | Galles      | 3 | 2 | 0 | 1 | 18 | 6  | +12 | 4  |
| 2   | Irlanda     | 3 | 2 | 0 | 1 | 17 | 10 | +7  | 4  |
| 3   | Inghilterra | 3 | 2 | 0 | 1 | 12 | 11 | +1  | 4  |
| 4   | Scozia      | 3 | 0 | 0 | 3 | 12 | 32 | −20 | 0  |